# ناحیه هاوز، میشیگان
ناحیه هاوز (به انگلیسی: Hawes Township) یک منطقهٔ مسکونی در ایالات متحده آمریکا است که در شهرستان آلکونا، میشیگان واقع شده‌است.
 ناحیه هاوز  ۱٬۱۰۷ نفر جمعیت دارد و ۲۷۱ متر بالاتر از سطح دریا واقع شده‌است.